# Qui a volé le chaudron ?
Pour plus de détails, voir Fiche technique et Distribution.
Qui a volé le chaudron ? (月夜釜合戦, Tsukiyo no kamagassen, aussi connu sous le titre anglophone de The Kamagasaki Cauldron War) est un film japonais réalisé par Leo Satō (ja) et sorti en 2018. 

## Synopsis
À Kamagasaki, un bidonville d’Osaka, le gang local se fait voler son chaudron, ce qui déclenche une guerre des rues pour le retrouver...

## Fiche technique
- Titre français : Qui a volé le chaudron ?[1]
- Titre original : 月夜釜合戦 (Tsukiyo no kamagassen?)[2]
- Titre international : The Kamagasaki Cauldron War[3]
- Réalisation : Leo Satō (ja)
- Scénario : Leo Satō
- Photographie : Mizuho Otagiri
- Montage : Yoshiyuki Itakura  et Leo Satō
- Pays d'origine :  Japon
- Format : couleur — 1,33:1 — 16 mm
- Genre : comédie
- Durée : 115 minutes
- Date de sortie :
  - France : 18 novembre 2018 (avant première mondiale au festival du film de Belfort - Entrevues)[4]
  - Japon : 9 mars 2019[2]

## Distribution
- Naori Ota : Mei, la prostituée
- Yōta Kawase : Nikichi
- Tumugi Monko : Kantarō
- Kiyohiko Shibukawa
- Masao Adachi

## Autour du film
Qui a volé le chaudron ? a été financé grâce à des dons et a nécessité cinq années de travail. Tourné en 16 mm, avec de vrais habitants, l'action se déroule dans le quartier de Kamagasaki à Osaka, là même où Nagisa Ōshima a filmé en 1960 son crépusculaire L'Enterrement du soleil. Kamagasaki est un yoseba, sorte de ghetto où se rassemblent les travailleurs journaliers.

## Distinctions
- Prix du jury et prix de la meilleure photographie lors du festival du cinéma japonais contemporain Kinotayo 2019[6]
- Grand Prix de la compétition internationale au Porto/Post/Doc 2018[3],[7]